# Bernardino Gaggini
Bernardino Gaggini (Bissone, 1470 circa – Bissone, 1544) è stato uno scultore italiano.

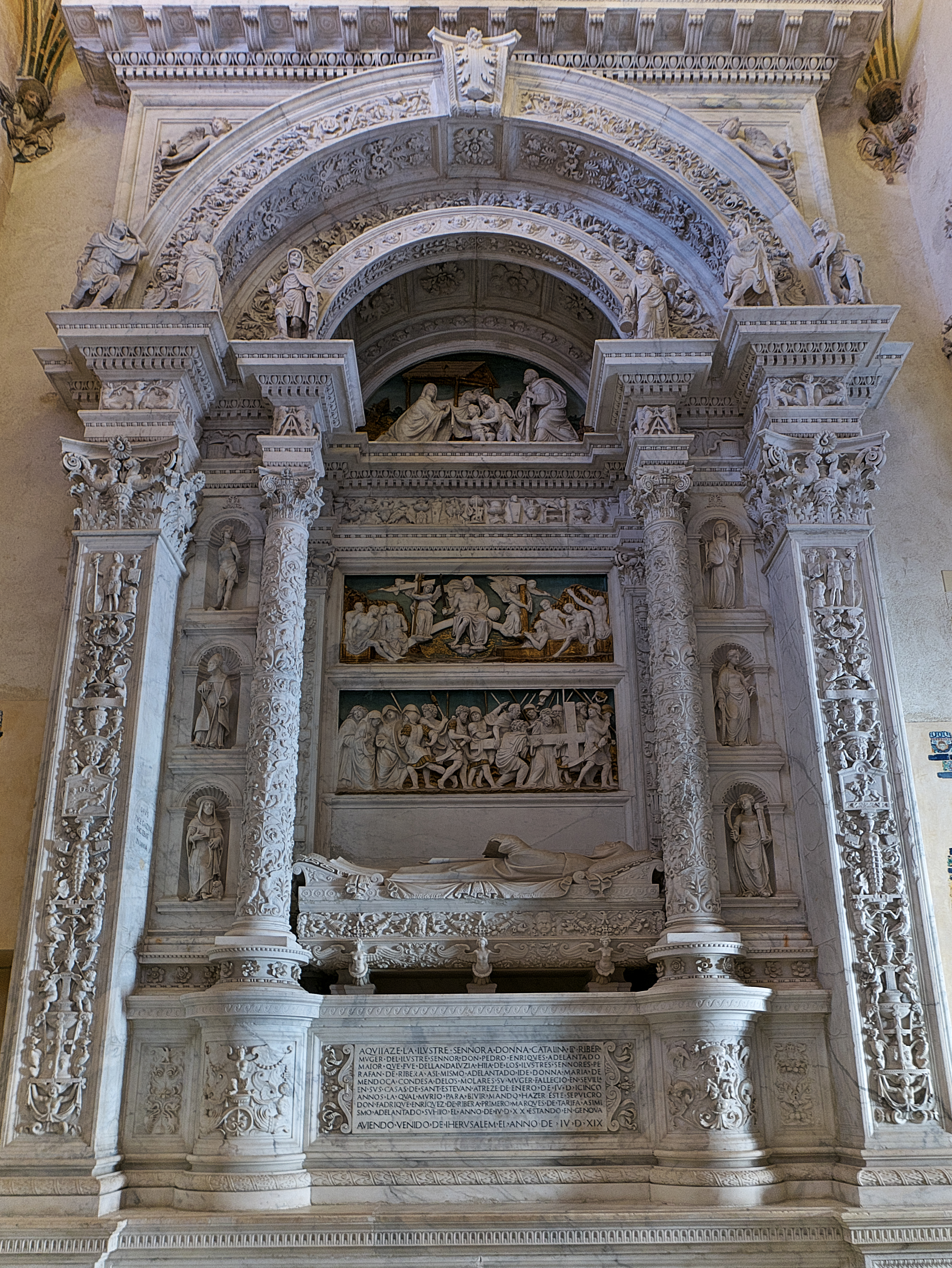
La tomba di Catalina de Ribera nella certosa di Siviglia

Bernardino era figlio di Antonio. Dopo il periodo di apprendistato al cantiere della loggia della cattedrale di Genova, dal 1513 al 1521 lavorò alle torri di fortificazione della città di Sarzana, erette da Giovanni Solari. Con Antonio Maria Aprile da Carona costruì nel 1528 il palazzo del Marchese di Tarifa, e per un decennio i due artisti collaborarono a importanti opere d'arte della città di Siviglia: la certosa, l'Alcazar, la chiesa di San Francesco e il palazzo Ribera. Successivamente seguì suo zio Pace Gaggini e Antonio Maria Aprile a Toledo, per eseguire incarichi per i marchesi di Ayamonte. Inoltre, lavorò nei palazzi delle famiglie nobili Ribera e Alba (quest'ultima stava ampliando il proprio Palacio de las Dueñas in stile rinascimentale).
Dal 1526 lo si ritrova a Siviglia, dove creò sculture per il palazzo Reale (Alcazar), per la cattedrale e nel palazzo cittadino della Casa de Pilatos. A Genova si impegnò a realizzare il monumento del vescovo Francisco Ruiz di Avila per la chiesa di San Juan de la Penitencia a Toledo. Nel 1544 ritornò a Bissone, dove morì nel 1560.